# Tamopsis hirsti
Tamopsis hirsti là một loài nhện trong họ Hersiliidae. T. hirsti được miêu tả năm 1998 bởi Martin Baehr & Barbara Baehr.